# Egyptian General Petroleum Corporation
L'Egyptian General Petroleum Corporation (in arabo الهيئة المصرية العامة للبترول‎?) è l'azienda pubblica petrolifera dell'Egitto. È nota anche come EGCP.
L'azienda nasce nel 1956 e ha sede al Cairo, con il nome di General Petroleum Authority, fino al cambio di denominazione nel 1962. La EGCP conserva diverse partecipazioni societarie: possiede il 70% delle quote della Egyptian Natural Gas Company, la società di gas del paese; ha il 75% della proprietà della Petroleum Air Services, azienda che fornisce il carburante alle compagnie aeree (mentre il 25% delle quote restanti appartiene alla società britannica Bristow); alcune parti della East Mediterranean Gas Company.
Altre partecipazioni importanti sono in Petrojet.
| Controllo di autorità | VIAF (EN) 123137644 · ISNI (EN) 0000 0001 1009 2728 · LCCN (EN) n78085126 |